# レクサス・ロックリア
レクサス・ロックリア (Lexus Locklear，出生名Brandi Janeen Sommerville、カルフォルニア州ヴェンチュラ郡出身、1976年3月5日 - ）は、アメリカ合衆国のポルノ女優、アダルトモデル。

## 人物
アダルトモデルとしてSwank、Cheri、ハイソサエティ、Fox、Club Confidentialなどの男性誌のグラビアページを彩った。モデル歴における白眉はペントハウス誌1996年5月号のペントハウス・ペットとして表紙とセンターフォールド（中央見開きページ）を飾った事である。撮影はスーズ・ランドールであった。
ポルノ女優としては1994年からポルノ製作会社Video Teamの専属として豊胸手術を施して数本の映画に出演した。その後1997年にアメリカ最大手のポルノプロダクション、ビビッド・エンターテインメントの専属女優となり、同社が1998年に製作した『Debbie Does Dallas: The Next Generation』や『Debbie Does Dallas '99』に主演して新境地を開いた。女優歴の終わり頃にはアナルセックスやミスター・マーカスとの異人種間セックスにも臨んでいる。

## クレーム
ジーン・ロスはエリシャ・カスバートが主演した20世紀フォックスの2004年の映画『ガール・ネクスト・ドア』はロックリアがVideo Team時代に主演した1994年の同名映画『The Girl Next Door』の内容を盗用したものだと主張している。
2004年、スーズ・ランドールはトヨタ自動車の弁護士から、彼女のウェブサイトとビデオで「レクサス・ロックリア」という名の使用を中止するよう通達を受けた。同社の高級車レクサスのブランドイメージを傷付けるという理由である。ランドールの夫のハンフリー・ナイプは「トヨタの人間が見て怒り狂ったのだろうが、我々は彼女で1度もハードコアを撮った事はないし、彼女が他の至る所に出演している事を知らないのだろう」と語った。しかし巨大な資本を持つトヨタと争うメリットは何も無いとし、「企業による不条理の好例だ」と困惑していた。